# Öhe
Öhe ist eine Insel in der Ostsee gegenüber dem Fährhafen der Gemeinde Schaprode auf Rügen, zu der sie gehört. Die Insel liegt gegenüber von Schaprode auf Rügen zwischen Schaproder Bodden und Udarser Wiek und ist etwa 72 Hektar groß, ein darauf befindliches zeitweise verfallenes Einzelgehöft ist in Privatbesitz. Die Eigentümerfamilie soll von den Besitzern aus dem 13. Jahrhundert abstammen. Seit 1990 wird das Gutshaus restauriert und auch wieder bewohnt. Höchster Punkt der Insel ist der 3,3 Meter hohe Fuchsberg.

## Geschichte
Die Insel ist inzwischen im Besitz der Familie Schilling, die auch auf dieser lebt. Dort betreibt Matthias Schilling eine Rinderzucht, aus der das sogenannte Öherind hervorgeht. Produkte werden in einem Restaurant und Laden in Schaprode im Eigenvertrieb angeboten und verwertet.
In den letzten Jahren ist die Familie Schilling immer häufiger in medialen Berichterstattungen zu sehen.